# Алкоберташ
Алкоберташ (порт. Alcobertas)  —  район (фрегезия) в Португалии,  входит в округ Сантарен. Является составной частью муниципалитета  Риу-Майор. По старому административному делению входил в провинцию Рибатежу. Входит в экономико-статистический  субрегион Лезирия-ду-Тежу, который входит в Рибатежу. Население составляет 2100 человек на 2001 год. Занимает площадь 32,03 км².
Покровителем района считается Мария Магдалина (порт. Santa Maria Madalena).